# Religionsfreiheit in Rumänien
Religionsfreiheit in Rumänien wird durch die Verfassung des Landes garantiert. Die Lage der Religionsfreiheit in dem Land nach dem Zusammenbruch der kommunistischen Diktatur und dem Übergang zur Demokratie wird von Experten als vergleichsweise positiv bewertet. Allerdings bleiben vereinzelte Diskriminierungen und Übergriffe gegenüber religiösen Minderheiten aus der Gesellschaft heraus eine Gefährdung für die Religionsfreiheit im Land.

## Normierung

### Verfassungsrechtlicher Rahmen
Artikel 29 der rumänischen Verfassung enthält Bestimmungen zur Gewissensfreiheit. Absatz 1 des Artikels hält fest, dass die Gewissensfreiheit in keiner Form eingeschränkt werden darf und (im Sinne der negativen Religionsfreiheit) niemand gezwungen werden darf, eine Religion gegen seine oder ihren Willen anzunehmen:
„Die Gedanken- und Meinungsfreiheit sowie die Freiheit der religiösen Anschauungen dürfen in keiner Weise eingeschränkt werden. Niemand darf gezwungen werden, eine Meinung oder Religion anzunehmen, die seiner eigenen Überzeugung widerspricht.“
Absatz 2 von Artikel 29 der Verfassung ergänzt, dass die Gewissensfreiheit in einem Geist der Toleranz ausgeübt werden soll:
„Die Gewissensfreiheit ist gewährleistet; sie muss in einem Geist der Toleranz und des gegenseitigen Respekts ausgeübt werden.“
Absatz 3 von Artikel 29 der Verfassung legt fest, dass sich die Religionsgemeinschaften frei selbstverwalten dürfen:
„Alle Religionen sind frei und organisieren sich nach ihren eigenen Statuten und unter den vom Gesetz festgelegten Bedingungen.“
Absatz 4 von Artikel 29 der Verfassung verbietet religiöse Feindschaft:
„Jede Form, jedes Mittel, jede Handlung oder Aktion religiöser Feindschaft ist in den Beziehungen zwischen den Religionsgemeinschaften verboten.“
Absatz 5 von Artikel 29 der Verfassung thematisiert das Verhältnis zwischen dem Staat und den Religionsgemeinschaften:
„Die Religionsgemeinschaften sind vom Staat unabhängig und genießen dessen Unterstützung, einschließlich der Ermöglichung von religiösem Beistand in der Armee, in Krankenhäusern, Gefängnissen, Heimen und Waisenhäusern.“
Absatz 6 von Artikel 29 der Verfassung schreibt den Eltern bzw. Erziehungsberechtigten Erziehungsrechte zu:
„Die Eltern oder Erziehungsberechtigten haben das Recht, gemäß ihrer eigenen Überzeugung für die Erziehung ihrer minderjährigen Kinder zu sorgen, für die sie verantwortlich sind.“
Artikel 32 Absatz 7 der Verfassung enthält darüber hinaus Bestimmungen zum Religionsunterricht:
„Der Staat gewährleistet die Freiheit des Religionsunterrichts entsprechend den besonderen Anforderungen der einzelnen Religionsgemeinschaften. In den öffentlichen Schulen ist der Religionsunterricht gesetzlich geregelt und garantiert.“
Artikel 4 der Verfassung verbietet zudem verschiedene Formen der Diskriminierung, u. a. die Diskriminierung aufgrund der Religionsangehörigkeit. Darüber hinaus enthält Artikel 48 Absatz 2 der Verfassung eine einschränkende Bestimmung mit Blick auf religiöse Hochzeitsfeiern:
„Religiöse Trauungen können erst nach der zivilen Eheschließung gefeiert werden.“

### Völkerrechtlicher Rahmen
Rumänien hat den Internationalen Pakt über bürgerliche und politische Rechte am 27. Juni 1968 unterzeichnet und am 9. Dezember 1974 ratifiziert, der unter Artikel 18 das Recht auf Gedanken-, Gewissens- und Religionsfreiheit ausformuliert.
Rumänien ist ein Mitglied der International Religious Freedom or Belief Alliance.

## Herausforderungen mit Blick auf die Religionsfreiheit und Verletzungen der Religionsfreiheit

### Gesellschaftliche Diskriminierung religiöser Minderheiten

#### Verletzungen des angemessenen Umgangs mit den Toten

##### Verweigerung des Zugangs zu Friedhöfen und Behinderung von Trauerritualen
Berichten einiger Gruppen religiöser Minderheiten zufolge haben rumänisch-orthodoxe Priester in mehreren Fällen verhindert, dass nicht-orthodoxe Personen auf rumänisch-orthodoxen und öffentlichen Friedhöfen bestattet werden können.
Die griechisch-katholische Organisation ACUM beklagte, dass die Familien verstorbener Angehöriger der griechisch-katholischen Konfession von Priestern der rumänischen orthodoxen Kirche unter Druck gesetzt worden sind, die Verstorbenen unter der Anwendung orthodoxer Rituale zu bestatten.

##### Vandalismus gegen Gräber
Mehrfach kam es zu Vandalismus gegen jüdische Friedhöfe in Rumänien:
- Im Oktober 2008 wurden durch Vandalismus rund 200 Gräber auf einem jüdischen Friedhof in Bukarest beschädigt.[7] Der dabei entstandene Sachschaden allein betrug umgerechnet fast eine Million US-Dollar.[8] Die Übergriffe fanden während des jüdischen Feiertags Simchat Torah statt.[8]
- 2017 warfen im Vorfeld des Tags des Gedenkens an die Opfer des Holocaust drei Jugendliche Grabsteine auf einem jüdischen Friedhof in Bukarest um. Dabei wurden zehn Grabsteine beschädigt.[9][10]
- Im April 2019 wurden 73 Grabsteine auf einem jüdischen Friedhof in Huși durch Vandalismus beschädigt.[11][12][13]
- Im Juni 2021 wurden 16 Gräber auf einem jüdischen Friedhof in Ploieşti geschändet.[14][15]